# Phytodietus melanocerus
Phytodietus melanocerus là một loài tò vò trong họ Ichneumonidae.